# 港青基信書院
港青基信書院（英語：YMCA of Hong Kong Christian College），簡稱YHKCC，是一所位於香港大嶼山東涌新市鎮的中學，是根據教育局直接資助計劃開辦。這是香港基督教青年會自1901年創立以來，第一所贊助開辦的中學。

## 歷史
該校於2001年尾申辦，至翌年2月獲分配現址校舍，並於2003年創校，是香港基督教青年會自1901年創立以來，第一所贊助開辦以英文授課的基督教中學。創校初期，學校由陳考祺先生擔任署理校長。至2004年1月，校董之一郁德芬博士太平紳士兼任校長一職
2004－2009學年，陳璐茜女士擔任第二任校長。2009年，該校新建了跑道、草地和人造草皮球場。
陳璐茜校長於2008－2009學年末退休。在2009-2010學年，由學校的前校監麥力奇博士（Dr. Nick Miller）接任。在麥博士執政期間，於2010年引入國際課程。2011年舉行了一次大型學校音樂會。
自2012年起，由香港中學會考（HKCEE）和香港高級程度會考（HKALE）組成的香港課程已被香港中學文憑考試（HKDSE）取代。2012年的畢業典禮上，葉劉淑儀對學校的多元文化、背景、語言和課程給予了高度評價。同年12月舉行了第一次大型「國際嘉年華」。
2011-2012學年中，麥力奇博士辭去該校職務，跳槽到新加坡的國際學校擔任校長，該校始進行全球招聘，由時任助理校長陳狄安先生署任校長。新任校長普利斯博士（Dr. Adrian Price）於2012-2013學年初走馬上任。唯於2013年5月，他突然以私人理由請辭，校長之位再次由陳狄安署任。從2013-2014學年開始，陳狄安正式擔任該校第五任校長。2013年5月，教育局局長訪問了該校，他將國際氛圍和教育風格視為學校的獨特之處。2013年6月，新的音樂大樓興建落成。
2014年11月3日，兩名分別為克羅地亞人和英國人的中四學生在青衣運動場學校田徑會上販賣含大麻的烘焙零食，以25至35港元的價格賣給通過Facebook聯繫的學生，當天賣出了至少20個，賺了911.5港元。一名學生看到了有關銷售的Facebook消息，告訴了一名老師，校方隨即主動報警。警察在袋裡發現了22個紙杯蛋糕和5個朱古力布朗尼。被抓獲的學生在荃灣裁判法院承認一項非法毒品貿易罪名，被罰款10,000港元但不會入獄。
2016年9月，學校為男女學生提供了新校服。
2018年，學校的STEM學會向公眾以及教育局局長展示了機器人發明。
2019年，該校首次以學校網絡招收來自新會商會港青基信學校的中一新生，因這所位於九龍的私立小學也是由港青贊助的，而且那裡的小學生已透過本地課程接受了漢語和數學教育、透過國際課程接受了英語和理工科（STEM）的教育、以及與英國教育相對應的實踐。2019年9月1日香港反對逃犯條例修訂草案示威後，港鐵東涌綫及東涌站當晚仍未恢復服務，該校在網站宣布，由於東涌情況不明朗，預期區內交通受阻，考慮學生安全，決定延遲開學，學生毋須上課。在反對逃犯條例修訂草案運動期間，該校於11月發布通告宣布復課。通告提到遊戲和社交網絡平台最近被用來引誘、施壓和恐嚇學生參與示威以換取報酬。該校接到蘋果日報的詢問，稱上述消息是教育局工作人員通報的，工作人員建議該校提醒家長。因為教育局是官方機構，校長信任他們，所以沒有質疑信息的真實性。
2020年，隨著2019冠狀病毒病疫情爆發，課程被暫停，學生只能在家中學習。在整個停課期間，所有科目都進行了在線學習，「停課不停學」。在停課期間，該校科學部製作了影片，解釋了2019冠狀病毒病的詳細情況。這疫情妨礙了家長的生計，學校就凍結了下一學年的學費。學校已向旅行社支付或承諾支付超過700,000港元的訂金，用於組織遊學團，而今年遊學團已全部取消。當政府決定向所有海外國家發布紅色旅遊警告時，旅行社和航空公司主動與學校聯繫，討論補償安排。IGCSE和GCE考試被取消，儘管該校聲稱不太擔心對學生升學的影響，因為當時大多數學生已經獲得了有條件的錄取通知。由於2019冠狀病毒病香港疫情有所下降，學校在2021年2月安排老師接受2019冠狀病毒病檢測，並改變整個學校的課程，讓學生在新春後重返學校恢復上課。校長告訴全體老師為測試做好心理準備。
2021年2月8日，陳狄安校長宣布他將在本學年結束時轉到英華書院。盧裕敏副校長將擔任校長一職。

## 校園環境

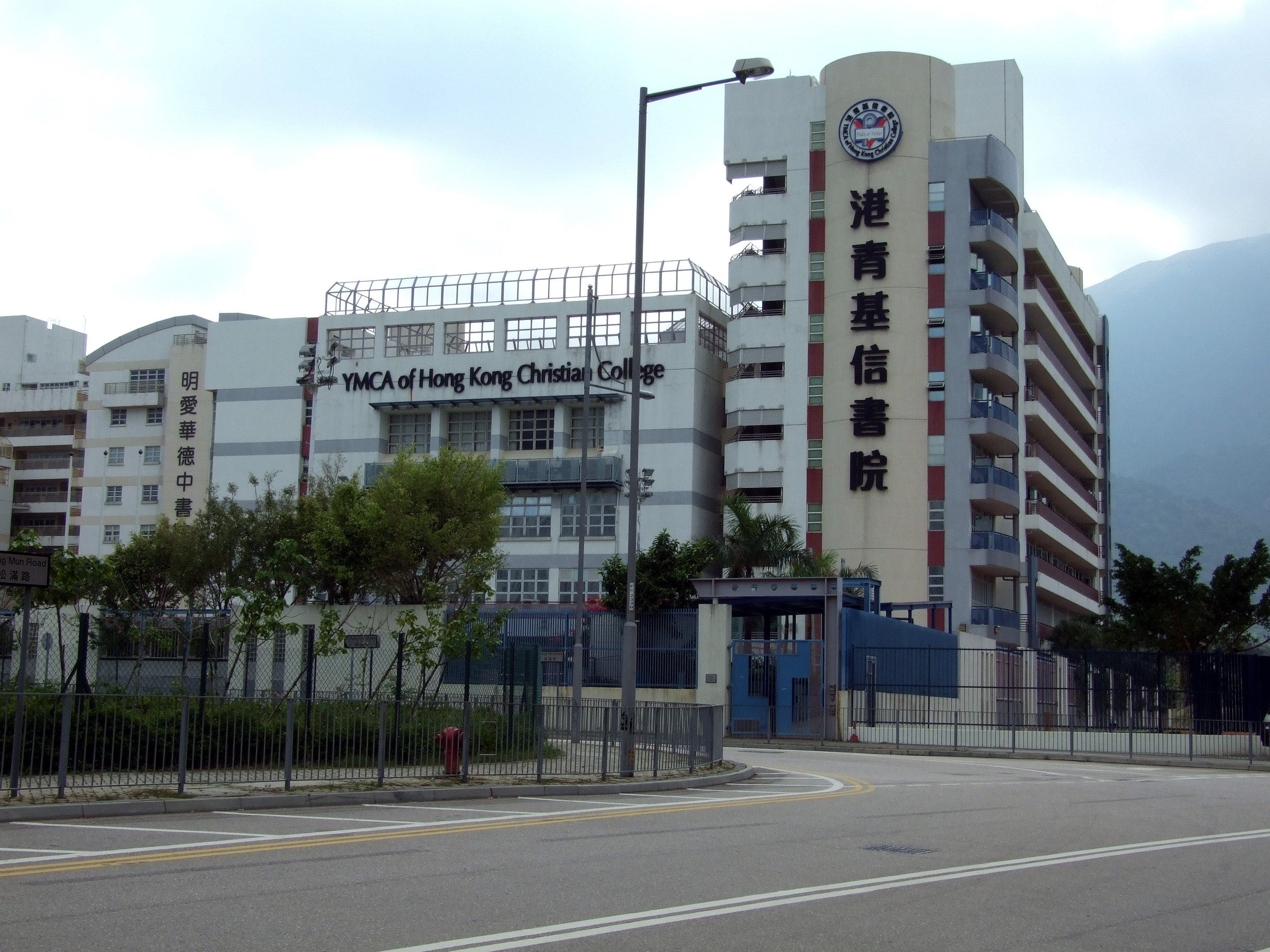
港青基信書院的學校正門

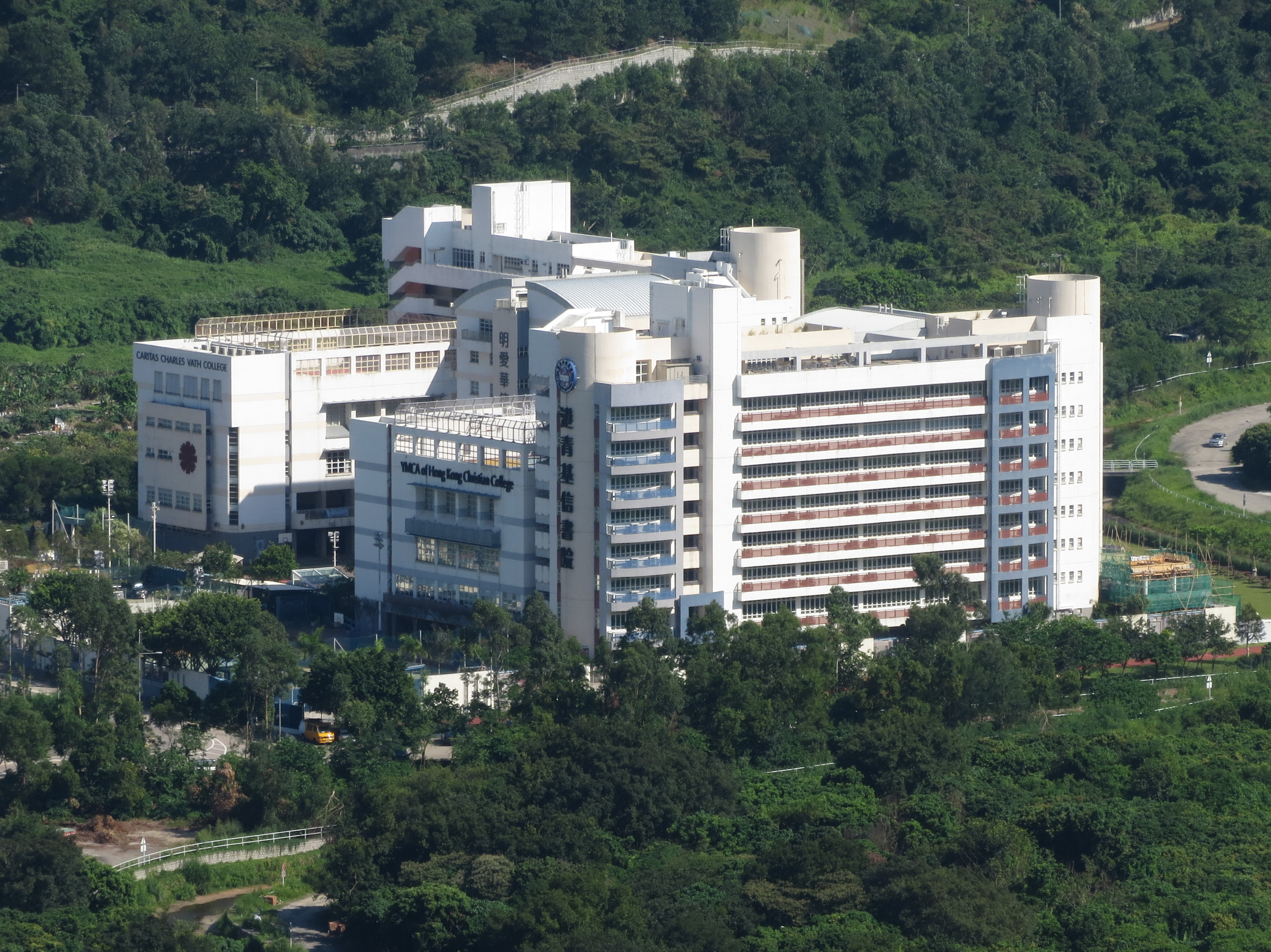
俯瞰港青基信書院，後方建築物為明愛華德中書院

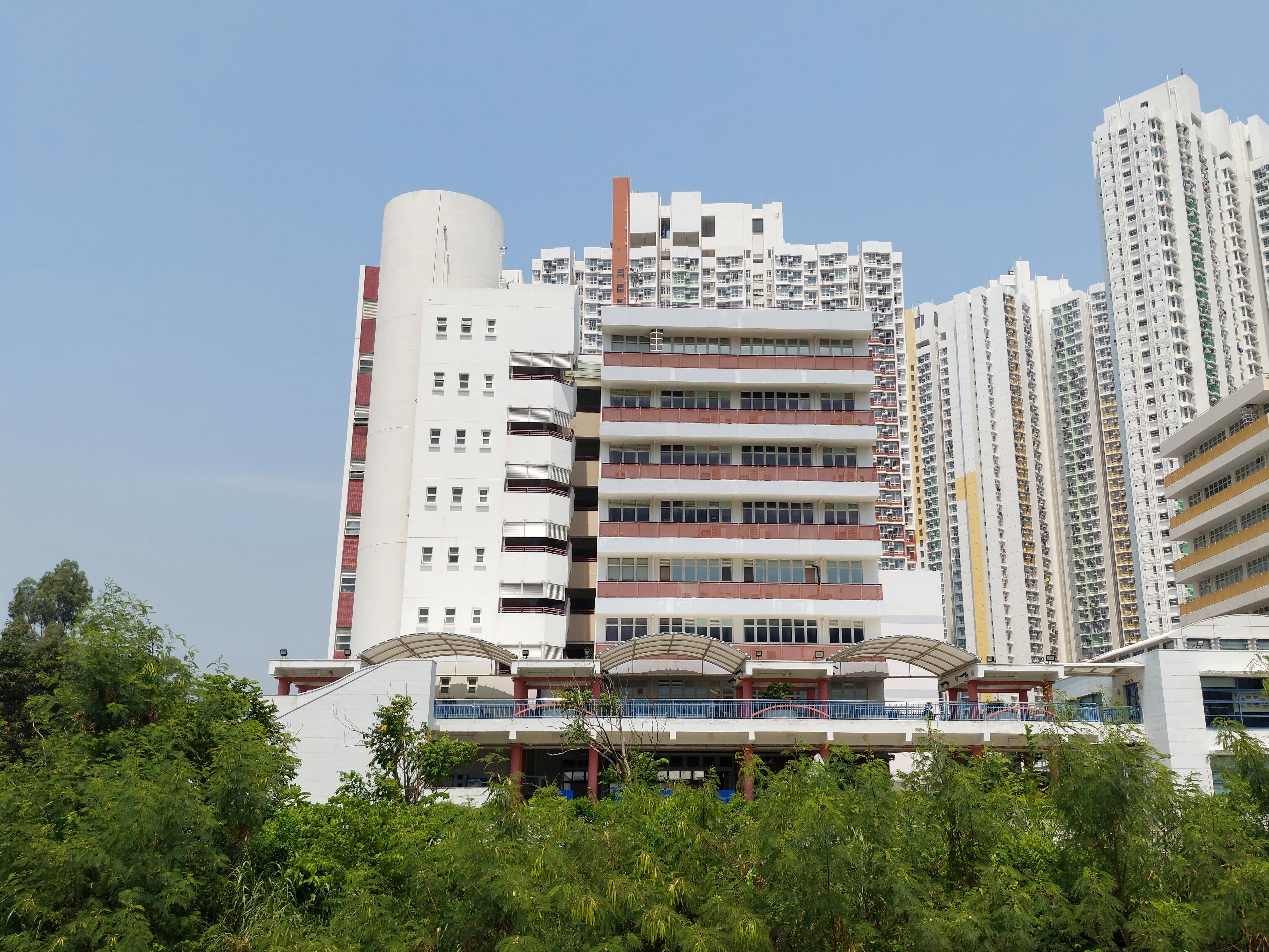
港青基信書院背面，前臨球場供學生進行各類球類活動；後方樓宇為滿東邨

該校位於東涌新市鎮的東涌河下游河段的土地，毗鄰滿東邨和明愛胡振中書院。校舍與鄰近的胡振中書院，以及同區的可譽中小學綑綁於同一份建造合約，由瑞安建業承建，2001年12月施工，至2003年竣工。
學校佔地面積約15,000平方米，為一座標準後期型中學千禧校舍。教學大樓樓高八層，1樓至5樓每層設有六個教室。一般設施包括目前由索迪斯（Sodexo）在地下經營的食堂、位於1樓的升學就業中心和閱讀角、位於2樓的禮堂和位於7樓的圖書館。
特別科目用的課室包括位於1樓的舞蹈室、位於2樓的中文房間、位於3樓的家政室、位於4樓至6樓的四個實驗室、位於5樓名為Trinity Hall的黑箱劇場、位於6樓的STEM創客空間、位於7樓的視覺藝術中心和位於天台的健身房。
另外，還有一個獨立兩層高的建築，稱為音樂大樓，耗資2600萬港元。該建築包括兩個工作室。
除了教學樓外，該校還有不少一流的體育設施，例如100米跑道、跳沙池、籃球場、裝有空調的全天候有蓋操場、一個多用途人造草地足球場和草地等。

## 校徽
最外面的藍色圓圈代表完整性、生命總和和耶和華創造的秩序。內圈代表著友情和愛無止境。帶有學校校訓「篤信、剛毅」的書是聖經。紅色三角形代表三位一體，以及基督教青年會運動。藍色的希臘字母Χ和ρ代表基督這個詞。

## 學術

### 教與學
學術部門包括中文和中國歷史、英語、數學、科學、人文學科、企業、體育和視覺藝術。
該校除第二語言外，該校所有科目均以英語授課。另外，所有學生均學習中文，根據學生的語言背景將其分為不同難度的班別。課程中的其他第二語言包括西班牙語和法語。
多年來，學校在課堂外提供各種學習活動，並組織校際比賽。學校擁有種類繁多且有意義的替代學習方式，為學生提供了靈活的家課。活動的例子包括科學部在校園內進行的體驗式學習活動，其中包括物理角、化學角、科學週以及由嘉賓講者主講的年度科學講座等。該校還向學生介紹了創新性的學習活動、理論與最新技術。
在STEM研究領域，該校購買了許多最新的設備。學校為學習科學的學生提供了生物技術研習班，這在香港的中學環境是機會難得的。其他與STEM相關的設備包括用於學習天文學的天文望遠鏡，用於創客研習活動的六台3D打印機，以及不同品牌和型號的編程機器人等。
該校同時提供香港和英國課程。香港課程為香港中學文憑考試（HKDSE）。英國課程包括IGCSE和普通教育高級程度證書（GCE A-Level）。報讀GCE課程的學生不得超過一半，其餘報讀DSE課程。該校採用連續性評估，並且每年進行兩次考試。
過往該校的學生取得出色的IGCSE成績。有43％的學生達到A至A*，而80％的學生達到C或以上。每年有40％至50％的畢業生考入大學深造，其中大多數人學習科學或工程學。升讀的大學包括香港大學、香港中文大學、香港科技大學、倫敦大學、紐卡素大學、格拉斯哥大學、卡迪夫大學、多倫多大學和卑詩大學等。除了護理學等與科學相關的職業，畢業生還擔任英語老師、健身教練、足球教練或在旅館工作。

### 班級結構
該校有中一至中六級各六班，是指國際學校的7至12年級。這每級六班分別命名為Y、M、C、A、H和K，例如1A班和2M班等。中一至中四級的各班人數約為24-29，而中五至中六級的各班人數為17-26。中一級學生的學費在兩年內保持不變，到中三時才調整，又到中五時調整。
該校不使用中文或英文班來區分本地學生和非華語學生，而是混合所有學生。只會在中文、英語和數學課，根據學生的學習能力，將其分為不同難度的小班。
中一至中二級是校本課程。學生可以從中三級開始選讀自己的選修課，中三級是香港中學文憑考試和IGCSE的綜合課程。被香港課程錄取的學生將升讀中四至中六級的文憑試課程。被國際課程錄取的學生將在中四級參加IGCSE公開考試，然後是中五級的GCE AS-Level，最後是中六級的GCE A-Level。

### 校際比賽
該校鼓勵學生在校際比賽中挑戰。每年都有學生在不同學術領域獲得獎項，例如國際生物奧林匹亞。該校的學生在中英文辯論和創作方面也表現出色。其中一些人獲得冠軍。
在STEM領域，STEM學會成員在香港理工大學電子與信息工程學系舉辦的EIE機械人中小學生挑戰賽中，分別在2018年獲得高級組飛行機器人一等獎，和在2019年獲得人工智能自動駕駛最佳設計獎亞軍。2019年10月，STEM學會成員在香港中文大學香港科技教育協會舉辦的六藝創意比賽中使用電磁學原理製作了一種樂器，可以播放Y.M.C.A.歌曲，更添加了可以做出YMCA手勢的樂高機器人。在這項比賽中，他們獲得音樂類亞軍。

### 海外活動
自2010年起，每年6月下旬，該校學生都可以出國參加學校充實週。學生可以參加服務外展計劃或工作實習。學校與世界各地的基督教青年會之間的聯繫促進了其運作，以便利用其他城市的青年會設施。充實週的目的地包括中國大陸、臺灣、柬埔寨、菲律賓、泰國、越南和馬來西亞等。
該校每年暑假都有學術遊學團，選出學習物理學的學生獲資助參加由香港直資學校議會組織的未來飛行員培訓計劃（Future Pilot Training Programme）。培訓地點是澳洲悉尼的班克斯敦機場和新南威爾士大學校園。學生可以學習航空理論、航空業的安全問題和職業前景、導航和地圖閱讀、飛行模擬器課程、6到7個小時的飛行體驗、參觀特莫拉航空博物館以及參與波音737的簡介。
此外，STEM學會成員也可獲選參加天文計劃：台灣觀星之旅。學生有機會在合歡山觀星、參觀鹿林天文台與天文學家交談、以及參觀國立自然科學博物館。除此之外，他們還可以參觀清境農場、日月潭、高美濕地和東海大學。這有助於學生更了解天文學。
該校頂尖的、學習科學的學生可以獲資助參加7月下旬至8月初在倫敦舉行的倫敦國際青年科學論壇。
該校每年還組織文化交流遊學團。目的地包括佛山市、西班牙、法國等。

### 教學團隊
該校有約100名教職員。師生比例為1:10，該校聲稱這導致考試成績穩步提高。超過40％的教職員來自海外，包括英國、美國、加拿大、澳洲、紐西蘭、愛爾蘭、日本和印度等。該校的教師具備教授本地和國際課程的能力。該校與資訊及通訊科技公司合作，發明了網絡應用程式，以促進教學。學校還有一名全職註冊護士、一名升學就業顧問、兩名全職註冊社工、一名全職教育心理學家和全職圖書館員等。

## 學校特色

### 學生組成
該校的大約900名學生中，有73％是來自40多個國家或地區的外國學生，包括美國、阿根廷、澳洲、奧地利、孟加拉、巴西、比利時、英國、加拿大、中國大陸、克羅地亞、丹麥、多米尼加、赤道幾內亞、法國、危地馬拉、德國、加納、匈牙利、印度、印度尼西亞、愛爾蘭、以色列、義大利、日本、南非、斯里蘭卡、瑞典、瑞士、臺灣、泰國、土耳其、烏干達、越南、津巴布韋、肯雅、大韓民國、馬來西亞、墨西哥、納米比亞、尼泊爾、荷蘭、紐西蘭、巴基斯坦、菲律賓、波蘭、俄羅斯、塞爾維亞以及新加坡等。
這些學生不是香港的永久居民。該校被形容為一個小小的聯合國。

### 課外活動與學會
學生會（Student Council）每年由兩個或多個學生內閣出選。領袖生（Prefects）和校園大使（Student Ambassdors）均被教師選出，是為領導小組。
社制包括四個社。Chambers House因紀念章伯斯而命名，以表彰他在第一次世界大戰期間作為基督教青年會牧師的角色。Morrison House和Taylor House分別是為紀念馬禮遜和戴德生而命名的，以表彰他們在古代中國傳福音，並建立了多間學校教育古中國人。Williams House是為了紀念佐治衛良於1844年6月6日創立基督教青年會的貢獻。
興趣小組和文化學會包括棋盤遊戲學會、辯論隊、創意媒體學會、創意寫作小組、舞蹈隊、戲劇學會、攝影學會、手工藝小組、家政學會、掃盲領袖和閱讀小組以及STEM學會等。音樂學會包括流行樂隊、鼓樂隊、合唱團、中樂團和管弦樂團等。
服務團隊包括餐飲服務組、基督徒團契、社會服務團、香港青年獎勵計劃、環保學會、童軍、舞台管理團隊和圖書館員等。

### 運動表現
該校每兩年在青衣運動場舉行陸運會，並每年在東涌游泳池舉行水運會。
運動隊在大多數校際比賽中表現良好。他們包括田徑、羽毛球、籃球、啦啦隊、板球、龍舟、足球、手球、曲棍球、欖球、游泳、乒乓球、跆拳道、網球和排球等。

### 全方位學習營
該校在每年秋天為初中生組織為期三日兩夜的全方位學習營（Life-Wide-Learning camp），以取代一日野餐作為他們的其他學習經歷。露營地點包括西貢半島等。

## 公開活動
自2012年開始，該校的學生和老師每年12月都舉辦「國際嘉年華」，這是繼2011年「家年華」和「國際之夜」之後每年的公開活動。訪客可以在學校享受民族美食、巴剎集市、遊戲、充氣城堡和美術展覽。訪客還可以在下午和晚上觀看才藝表演，展示世界各地不同國家的歌舞。每年有超過4,000人參加國際嘉年華。

## 國際聯繫
該校與來自世界各地的基督教青年會有聯繫，他們贊助的許多學校或組織都在該校的陪同下來香港訪問。此外，該校還在其海外活動如服務外展計劃中利用其他城市的基督教青年會設施。
該校與世界各地的其他組織都有聯繫，例如Watoto兒童合唱團等。這些聯繫為學生提供了不同的學習機會。
由於擁有大量的國際學生，該校就與其他教育機構加強合作，為非華語學生提供升學銜接機會。

## 著名／傑出校友
- 伊茲·何塞（Izzy Jose）：戲劇演員[194]
- 胡晉銘：香港職業足球員[194][195][196][197][198][199]
- 安德里亞·瑪麗亞·拉格曼（Andrea Maria Lagman）：菲律賓國家隊專業室內曲棍球運動員，在2019年東南亞運動會獲得銅牌。[167]
- 馬克·科伯格（Mark Coebergh）：香港欖球代表隊球員[194][200][201]
- 佐敦·查維斯：職業足球員[202][203]
- 阿吉特·納馬卡爾·拉加文德蘭（Ajit Namakkal Raghavendran）：Hollo的聯合創始人[194][204]
- 茉莉·凱利（Jasmine Kelly）：音樂家[194][205][206][207][208]
- 史提芬·安東尼治：印尼塞爾維亞裔職業足球運動員，目前為香港超級聯賽南區足球會[194][209]
- 利愛安：香港女藝人、2021年度香港小姐競選佳麗[210][211][212]
- 薩拜·林納姆（Sabay Lynam）：職業橄欖球運動員[194][213]

## 公共交通
訪客可以通過公共途徑來往學校，包括來往大嶼山各區的新大嶼山巴士3M線、11線、23線、34線、來往港鐵東涌地鐵站的37線、37H線、38X線、39M線、來往港珠澳大橋的B6線、來往香港島的城巴E11B線、來往九龍的E21A線、來往荃灣的龍運巴士E31線、來往元朗的E36A線及來往香港國際機場的S65線等。
該校為有需要的學生提供校車服務。過去的校車路線包括青衣、荃灣、屯門和深井、太子和九龍塘、天水圍和元朗線等。

## 外部連結
- 官方网站
- 中學概覽（页面存档备份，存于）

22°16′32″N 113°55′53″E / 22.27564°N 113.93141°E